# Richard N. Gardner

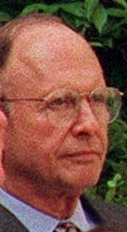
Richard N. Gardner

Richard Newton Gardner (* 9. Juli 1927 in New York City; † 16. Februar 2019 in Manhattan, New York City, New York) war ein US-amerikanischer Wirtschaftswissenschaftler und Diplomat, der unter anderem zwischen 1977 und 1981 Botschafter der Vereinigten Staaten in Italien sowie von 1993 bis 1997 Botschafter in Spanien war. Er verfasste zudem zahlreiche Fachbücher zu diplomatischen, sicherheitspolitischen und wirtschaftswissenschaftlichen Themen.

## Leben

### Studium, Hochschullehrer undDeputy Assistant Secretary of State
Richard Newton Gardner, Sohn von Samuel Gardner und Ethel Alias, besuchte die Fieldston School in Bronx und leistete während des Zweiten Weltkrieges Militärdienst im Army News Service, der Nachrichten- und Presseagentur der US Army. Er absolvierte zunächst ein Studium der Wirtschaftswissenschaften an der Harvard University, welches er 1948 mit einem Bachelor of Arts (BA Economics) beendete. Ein darauf folgendes Studium der Rechtswissenschaften an der Yale Law School, der Juristischen Fakultät der Yale University, schloss er 1951 mit einem Juris Doctor (JD) ab. Danach begann er mit einem Rhodes-Stipendium ein Studium der Wirtschaftswissenschaften an der University of Oxford und erwarb dort 1954 einen Doctor of Philosophy (Ph.D. Economics) mit der Dissertation Sterling-dollar diplomacy. The origins and the prospects of our international economic order. Er war danach von 1955 bis zu seiner Emeritierung 2012 als Professor für Recht und Internationale Organisationen an der Columbia University tätig und wurde dort insbesondere durch sein Seminar Legal Aspects of US Foreign Economic Policy bekannt. Während der Amtszeiten der US-Präsidenten John F. Kennedy und Lyndon B. Johnson war er zwischen 1961 und 1967 als Deputy Assistant Secretary of State for International Organization Affairs stellvertretender Leiter der Unterabteilung Internationale Organisationen im US-Außenministerium sowie zugleich Mitglied der US-Delegation bei der Generalversammlung der Vereinten Nationen. Für seine Beiträge zur Friedenssicherung der Vereinten Nationen, Handel und Entwicklung, Weltraumverhandlungen und Menschenrechte wurde er 1963 mit dem Arthur Flemming-Award für herausragende Leistungen von Bundesbediensteten gewürdigt.
Im Anschluss nahm Gardner wieder seine Lehrtätigkeit an der Columbia University und auf verfasste zudem zahlreiche Fachbücher zu diplomatischen, sicherheitspolitischen und wirtschaftswissenschaftlichen Themen. Er war daneben Sonderberater der Konferenz der Vereinten Nationen über die Umwelt des Menschen, die vom 5. bis 16. Juni 1972 in Stockholm statt. Sie war die erste Konferenz der Vereinten Nationen zum Thema Umwelt und gilt als Beginn der internationalen, globalen Umweltpolitik.
1974 wurde Gardner in die American Academy of Arts and Sciences gewählt.

### Botschafter in Italien und Spanien
Am 16. März 1977 wurde Richard N. Gardner zum Botschafter der Vereinigten Staaten in Italien ernannt und überreichte dort als Nachfolger von John Volpe am 21. März 1977 sein Akkreditierungsschreiben. Er verblieb auf diesem Posten bis zum 27. Februar 1981 und wurde daraufhin von Maxwell M. Rabb abgelöst. Er war danach wieder als Professor an der Columbia University tätig sowie zwischen 1982 und 1993 Co-Vorsitzender des Programms für die Vereinten Nationen und Weltwirtschaft des Aspen Institute, eine in Washington, D.C. ansässige Denkfabrik. Er war ferner 1988 außenpolitischer Berater von Senator Al Gore bei dessen Bewerbung als Präsidentschaftskandidat der Demokratischen Partei. 1992 war er weiterhin Sonderberater auf der Konferenz der Vereinten Nationen über Umwelt und Entwicklung, die vom 3. bis 14. Juni 1992 in Rio de Janeiro stattfand und als Meilenstein für die Integration von Umwelt- und Entwicklungsbestrebungen gilt. Darüber hinaus war Mitglied des Beratungskomitees für internationale Kapitalmärkte der New York Stock Exchange und Vorstandsmitglied der liberal-demokratischen Nichtregierungsorganisation Freedom House. Des Weiteren engagierte er sich für die American Academy of Diplomacy, die American Philosophical Society, den Council on Foreign Relations, das National Democratic Institute for International Affairs, die Trilaterale Kommission sowie das Weltwirtschaftsforum.
Gardner gehörte zum außenpolitischen Beraterteam von Bill Clinton bei dessen Kandidatur bei der US-Präsidentschaftswahl am 3. November 1992. Nach der Wahl Clintons zum US-Präsidenten wurde er von diesem am 16. September 1993 zum Botschafter in Spanien berufen, wo er am 4. November 1993 als Nachfolger von Richard Goodwin Capen sein Beglaubigungsschreiben übergab. Er bekleidete dieses Amt bis zum 12. Juli 1997 und wurde danach von Edward L. Romero abgelöst. Nach dem Ende seiner Botschaftertätigkeit nahm er seine Tätigkeit als Professor für Recht und Internationale Organisationen an der Columbia University wieder auf und wurde zudem Berater der Anwaltskanzlei Morgan, Lewis & Bockius LLP, eine in Philadelphia ansässige Großkanzlei mit über 2000 Anwälten und 31 Niederlassungen. Er unterstützte zudem die demokratischen Präsidentschaftskandidaten Al Gore (2000), John Kerry (2004) sowie Barack Obama (2008).
Richard N. Gardner war von 1956 bis zu seinem Tod durch Herzversagen 2019 mit Danielle Luzzatto verheiratet. Aus dieser Ehe gingen der Sohn Anthony L. Gardner, der ebenfalls Diplomat ist und von 2014 bis 2017 Botschafter der Vereinigten Staaten bei der Europäischen Union war, sowie die Tochter Nina Jessica Gardner Olivieri hervor.

## Veröffentlichungen
- Sterling-dollar diplomacy. The origins and the prospects of our international economic order. 1956, Neuauflage 1969
- New directions in U.S. foreign economic policy. 1959.
- Human rights, some next steps. Address. Texts of conventions on slavery, forced labor, and political rights of women and President Kennedy’s letter transmitting the conventions to the Senate. 1963.
- In pursuit of world order. U.S. foreign policy and international organizations. 1964.
- Blueprint for peace. Being the proposals of prominent Americans to the White House Conference on International Cooperation. 1966.
- The global partnership. International agencies and economic development. 1968.
- The Future of the United Nations Secretariat. A report by Professor Richard N. Gardner on a conference held in May 1972. 1973.
- The United Nations and the population problem. Planning for the 1974 World Population Conference. A report. 1973.
- The World food and energy crisis. The role of international organizations. 1974.
- New structures for economic interdependence. A report. 1975.
- Nuclear energy and world order. Implications for international organizations. The proceedings of an international conference. 1976.
- NATO and American security. 1979.
- Sterling-Dollar Diplomacy in Current Perspective. The Origins and the Prospects of Our International Economic Order. 1980.
- The Next Four Years. Mitautoren Ann Crittenden, William Denman Eberle, 1984, ISBN 0-89843-064-X.
- Negotiating survival. Four priorities after Rio. 1992, ISBN 0-87609-141-9.
- Post-Gulf War challenges to the UN collective security system. Two views on the issue of collective security. 1992.
- Present at a New Creation. America’s Role in the World Economy. Mitautoren William Denman Eberle, John V. Moller, 1993, OCLC 27917809.
- Mission Italy. On the front lines of the Cold War. 2004, ISBN 0-7425-3998-9.